# 事件(秘)お料理法
『事件㊙お料理法』（じけんまるひおりょうりほう）は、1977年1月4日から同年3月29日までフジテレビ系列局で放送されていたテレビドラマである。関西テレビとSMCの共同製作。全13話。放送時間は毎週火曜 22:00 - 22:54 （日本標準時）。

## 概要
強盗殺人事件で両親を失った若い娘が婦人警官となり、凶悪事件に取り組む話。
前番組『コードナンバー108 7人のリブ』に出演していた野際陽子、前田美波里、牧れいが引き続き本作にも出演しており、野際は主人公にアドバイスする元刑事でフランス料理研究家という役どころであった。
宣弘社が制作するテレビドラマは、本作品が最後となった。
『7人のリブ』とは異なり映像ソフトの販売、衛星波の再放送は行われていないが代わりに動画配信サイトの配信をベストフィールドから全13話有料で配信されている。

## キャスト
- 松本弓子（城北署の新米刑事）：金沢碧
- 吉井雄一郎（城北署の先輩刑事）：下條アトム
- 原庄兵衛（城北署の刑事課長）：藤村有弘
- 中井玲子（交通課の婦警）：松平純子
- 湯浅暎子（元城北署刑事の料理研究家）：野際陽子
- 氷川ローラ（料理研究家の有閑マダム）：前田美波里
- 梶田杉子（料理研究家の有閑マダム）：白石奈緒美
- 河口ユキ（湯浅家のお手伝い）：牧れい
- 戸崎剣一：藤堂博

## スタッフ
- プロデューサー：小林利雄、林宏樹(関西テレビ)
- 脚本：放送日程参照
- ナレーター：内海賢二
- 音楽：南安雄
- 擬斗：高倉英二(十二騎会)
- 料理提供：ホテルニューオータニ
- 監督：放送日程参照
- 製作：関西テレビ放送、SMC

## 放送日程
| 話数 | 放送日        | サブタイトル         | 脚本              | 監督     | ゲスト出演                               |
| ---- | ------------- | -------------------- | ----------------- | -------- | ---------------------------------------- |
| 1    | 1977年1月4日  | 熱いハートのミス刑事 | 佐々木守 阿井洋平 | 鍛冶昇   | 富田光 松田剣 砂塚秀夫                   |
| 2    | 1977年1月11日 | 変質者               | 和久田正明        | 外山徹   | あきじゅん 南州太郎                      |
| 3    | 1977年1月18日 | 成人式殺人事件       | 阿井洋平          | 天野恒幸 | 大関優子 高城淳一 八代郷子 伊藤高 藤堂博 |
| 4    | 1977年1月25日 | 本音とたてまえ       | 阿井洋平          | 外山徹   | 石田信之 達純一                          |
| 5    | 1977年2月1日  | 売春                 | 阿井洋平          | 鍛冶昇   | 中丸信                                   |
| 6    | 1977年2月8日  | 死への暴走           | 阿井洋平          | 天野恒幸 | 伊佐山ひろ子 西朱美 垂水悟郎 沼田爆      |
| 7    | 1977年2月15日 | 芸能プロ殺人事件     | 小椋正彦          | 湯浅憲明 | 大森不二香 小野恵子 大塚国夫 鹿内孝      |
| 8    | 1977年2月22日 | アミーゴ万歳         | 小椋正彦          | 前田勲   | 小笠原剛 三田村賢二 小池朝雄             |
| 9    | 1977年3月1日  | 金庫破り             | 小椋正彦          | 外山徹   |                                          |
| 10   | 1977年3月8日  | 警察ジャック         | 伊上勝            | 外山徹   | 菅井きん                                 |
| 11   | 1977年3月15日 | 時効                 | 押川国秋 荒木芳久 | 外山徹   | 小栗一也                                 |
| 12   | 1977年3月22日 | 記憶喪失殺人事件     | 田上雄            | 前田勲   | 奈美悦子                                 |
| 13   | 1977年3月29日 | ライフル殺人事件     | 伊上勝            | 鍛冶昇   | 矢吹二朗                                 |

## 放送局
特記の無い限り全て放送時間は火曜 22:00 - 22:54、同時ネット。
- 関西テレビ（制作局）
- フジテレビ
- 北海道文化放送[3]
- 秋田テレビ：月曜 23:45 - 0:40[4]
- 山形テレビ：木曜 23:40 - 翌0:35[5]
- 仙台放送[6]
- 福島テレビ：日曜 22:35 - 23:30[7]
- 新潟放送：日曜 22:35 - 23:30[8]
- 長野放送[6]
- テレビ静岡[9]
- 富山テレビ[10]
- 石川テレビ[10]
- 福井テレビ[10]
- 東海テレビ[11]
- 山陰中央テレビ[12]
- 岡山放送：月曜 23:45 - 0:40（数か月遅れネット）[13]
- テレビ新広島[14]
- テレビ愛媛[15]
- テレビ高知：金曜 22:00 - 22:54[16]
- テレビ西日本[17]
- サガテレビ[17]
- テレビ長崎：土曜 22:00 - 22:54[18]
- テレビ熊本：火曜（月曜深夜）0:30 - 1:25[18]
- テレビ宮崎：土曜 23:45 - 0:40[19]